# Ballophilus latisternus
Ballophilus latisternus är en mångfotingart som beskrevs av Lawrence 1960. Ballophilus latisternus ingår i släktet Ballophilus och familjen Ballophilidae.
Artens utbredningsområde är Madagaskar. Inga underarter finns listade i Catalogue of Life.